# Horní Štěpanice
Horní Štěpanice jsou osada, částí obce Benecko v Krkonoších v okrese Semily v Libereckém kraji. Horní Štěpanice jsou také název katastrálního území o výměře 5,52 km². V katastrálním území Horní Štěpanice leží i Rychlov, Štěpanická Lhota a Zákoutí. Zástavba vsi je od roku 1995 chráněna jako vesnická památková rezervace.

## Historie

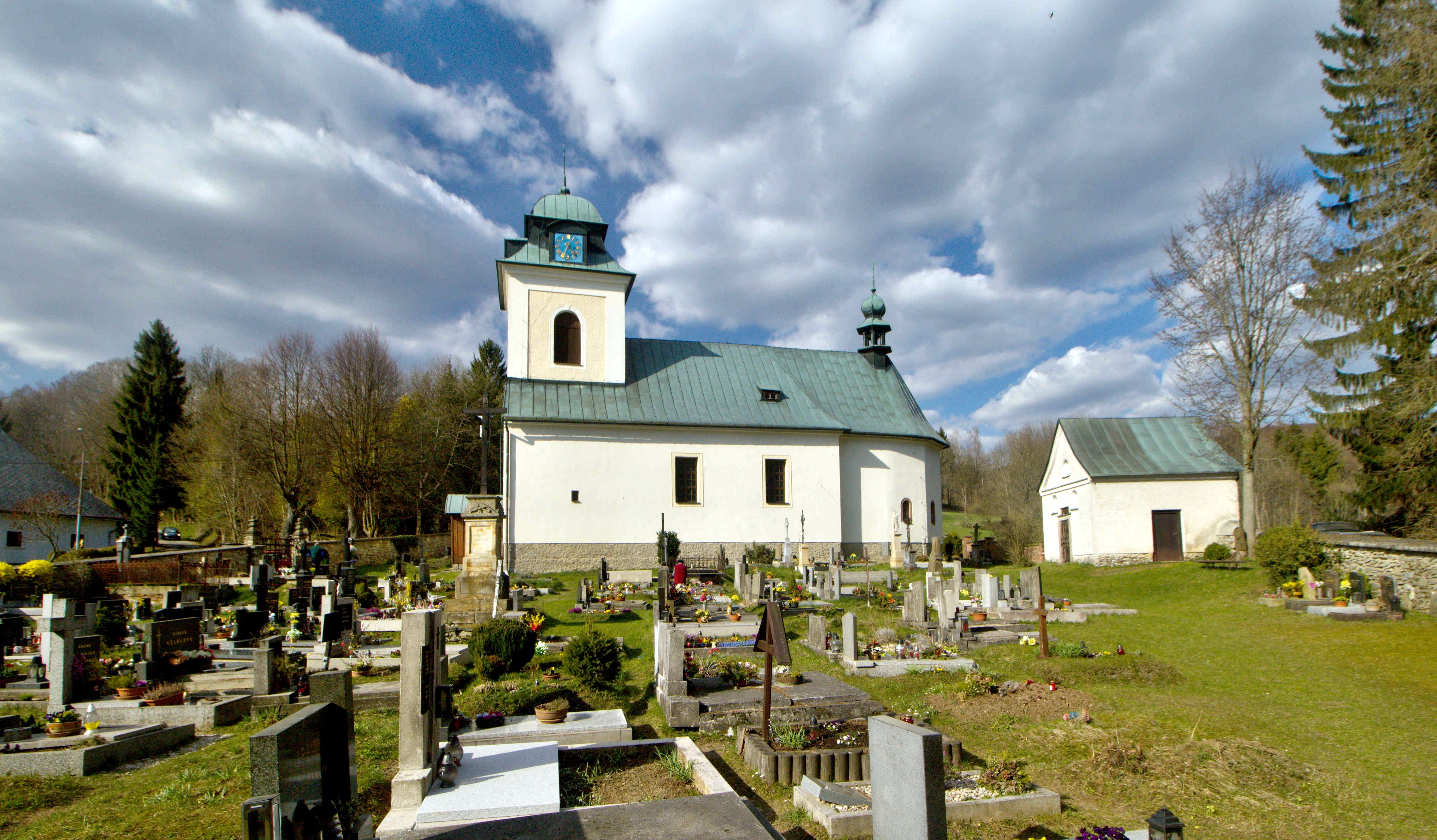
Farní kostel Nejsvětější Trojice a hřbitov

Osada (spolu s Dolními Štěpanicemi) byla založena pravděpodobně v rámci markvartické kolonizace Podkrkonoší, věrohodné historické prameny ale chybí. Za historické datum založení se pokládá rok 1304, kdy byl 28. července předán do užívání štěpanický hrad Janovi z Valdštejna. Jméno osady je odvozeno od jména vůdce kolonizační družiny, vladyky Štěpána (Ščepána).
Štěpanický hrad byl postaven Zdeňkem Markvartem z Hruštice brzy po dokončení hradu Valdštejn v Českém ráji (1280). Štěpanický hrad byl budován jako sídlo Zdeňkova syna Jana z Valdštejna. Na Jana též král Václav II. převedl Zdeňkovy výsady a práva. Hrad svou ochrannou funkcí sloužil jako jedno z významných míst v kolonizaci Krkonoš, za druhé středisko lze považovat oblast Vysocka, kde Valdštejnové na skalním ostrohu na Jizerou vybudovali sesterský hrad Vysoký[zdroj?] (přejmenovaný později na Nístějka)[zdroj?]. Na místě štěpanického hradu se v současné době nacházejí pouze rozvaliny, částečně rekonstruované z prostředků obce Benecko, která za tímto účelem založila nadaci.
Horní Štěpanice jsou zajímavé i zachovalou lidovou architekturou s roubenými chalupami z krčků (zdivo je tvořeno krátkými kuláči, nikoliv typickými dlouhými trámy) a farním kostelem Nejsvětější Trojice.

## Obyvatelstvo
| Rok            | 1869 | 1880 | 1890 | 1900 | 1910 | 1921 | 1930 | 1950 | 1961 | 1970 | 1980 | 1991 | 2001 | 2011 | 2021 |
| -------------- | ---- | ---- | ---- | ---- | ---- | ---- | ---- | ---- | ---- | ---- | ---- | ---- | ---- | ---- | ---- |
| Počet obyvatel | 387  | 397  | 367  | 319  | 288  | 217  | 218  | 157  | 137  | 114  | 99   | 82   | 86   | 82   | 79   |
| Počet domů     | 39   | 41   | 40   | 41   | 41   | 40   | 42   | 43   | 43   | 32   | 31   | 52   | 49   | 49   | 51   |

## Obecní správa
Při sčítání lidu v letech 1850–1959 Horní Štěpanice byly samostatnou obcí v okrese Jilemnice. Od roku 1960 jsou částí obce Benecko v okrese Semily. V letech 1869–1959 k obci patřily Rychlov, Štěpanická Lhota a Zákoutí.

## Pamětihodnosti
- Štěpanický hrad
- Farní kostel Nejsvětější Trojice
- Řehořkův buk
- Fara čp. 1
- Venkovské domy čp. 3, 9 a 35
- Kaple Panny Marie Lurdské

## Galerie

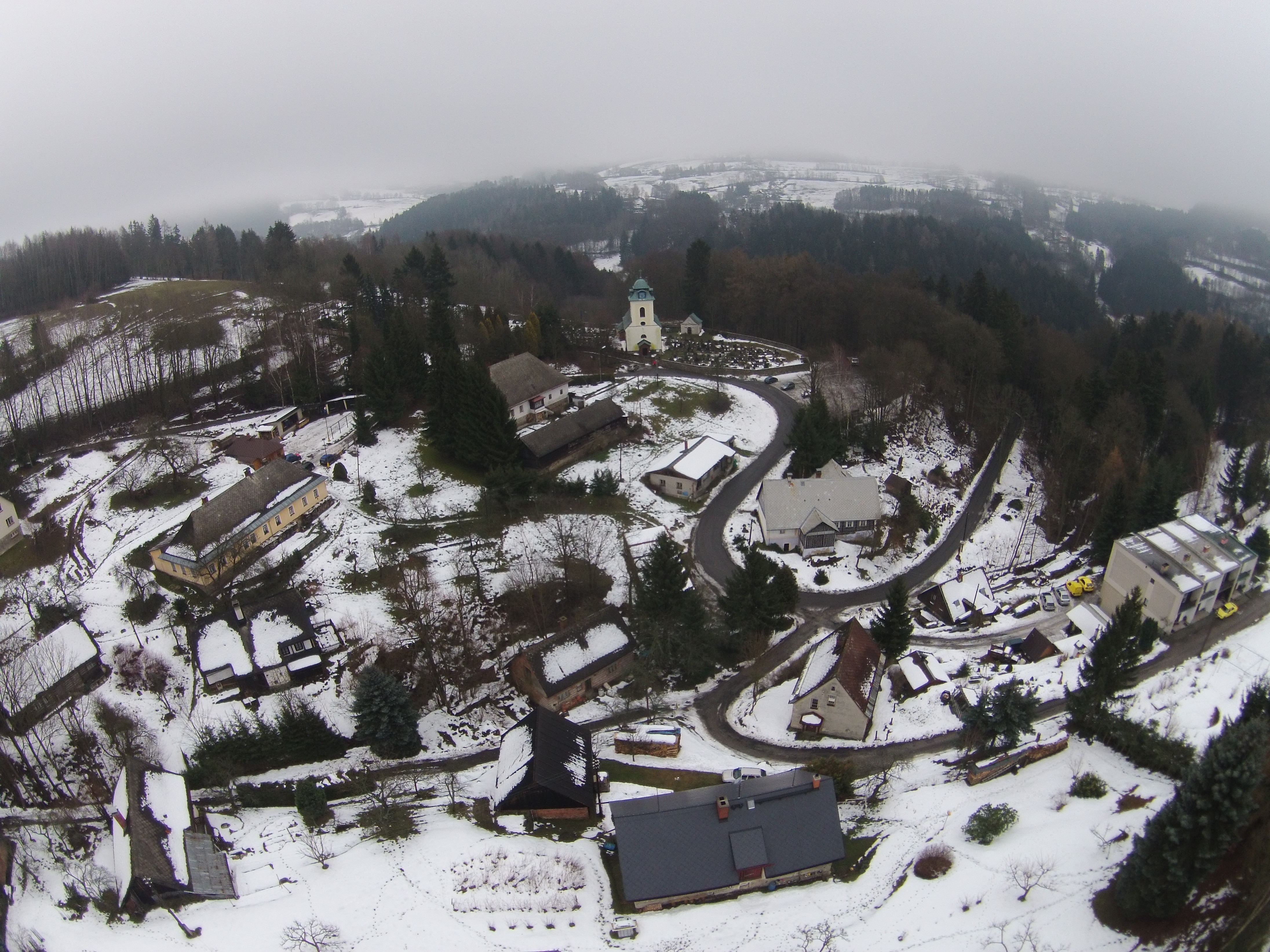
Celkový pohled na starou část obce z ptačí perspektivy
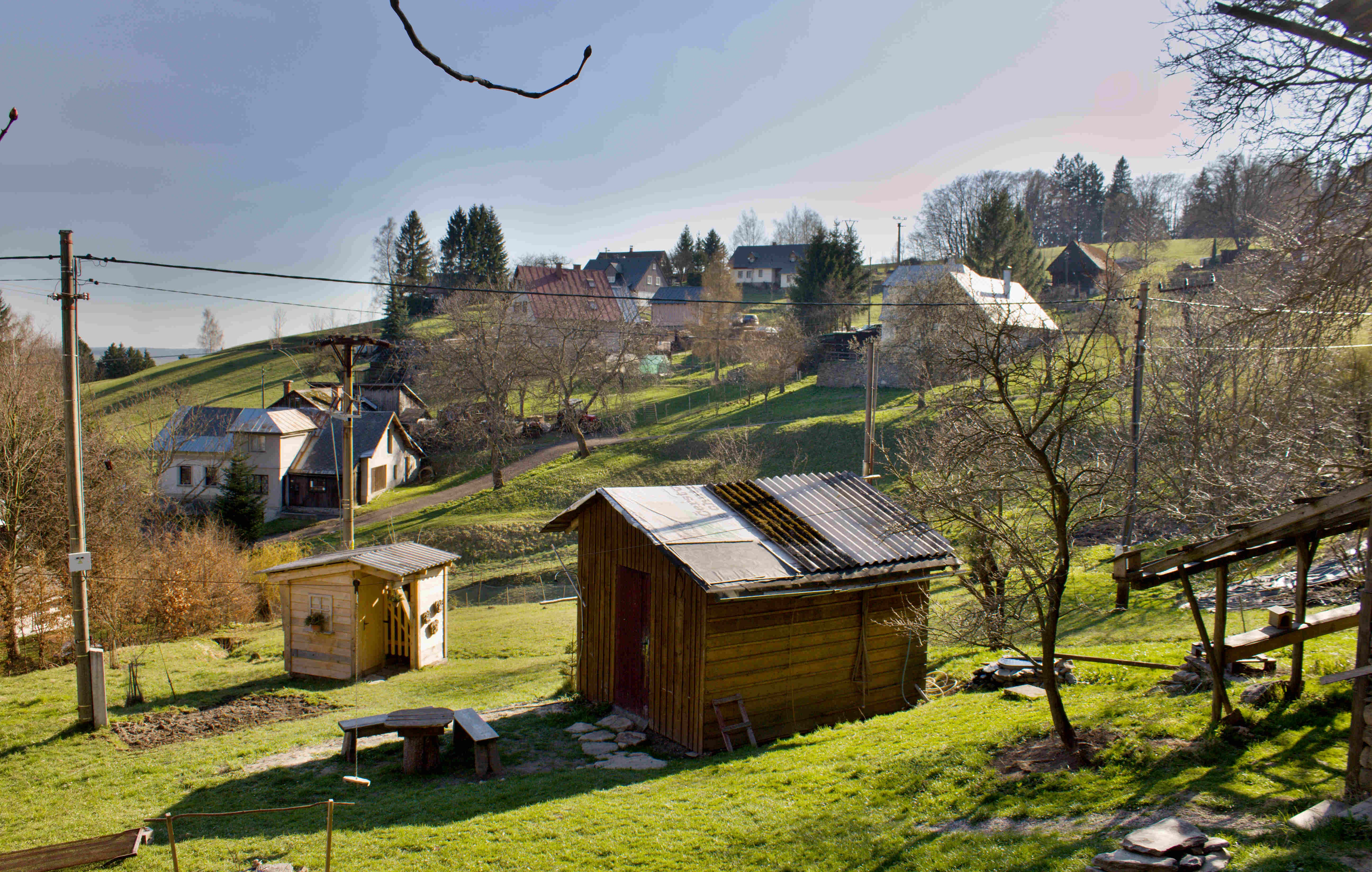
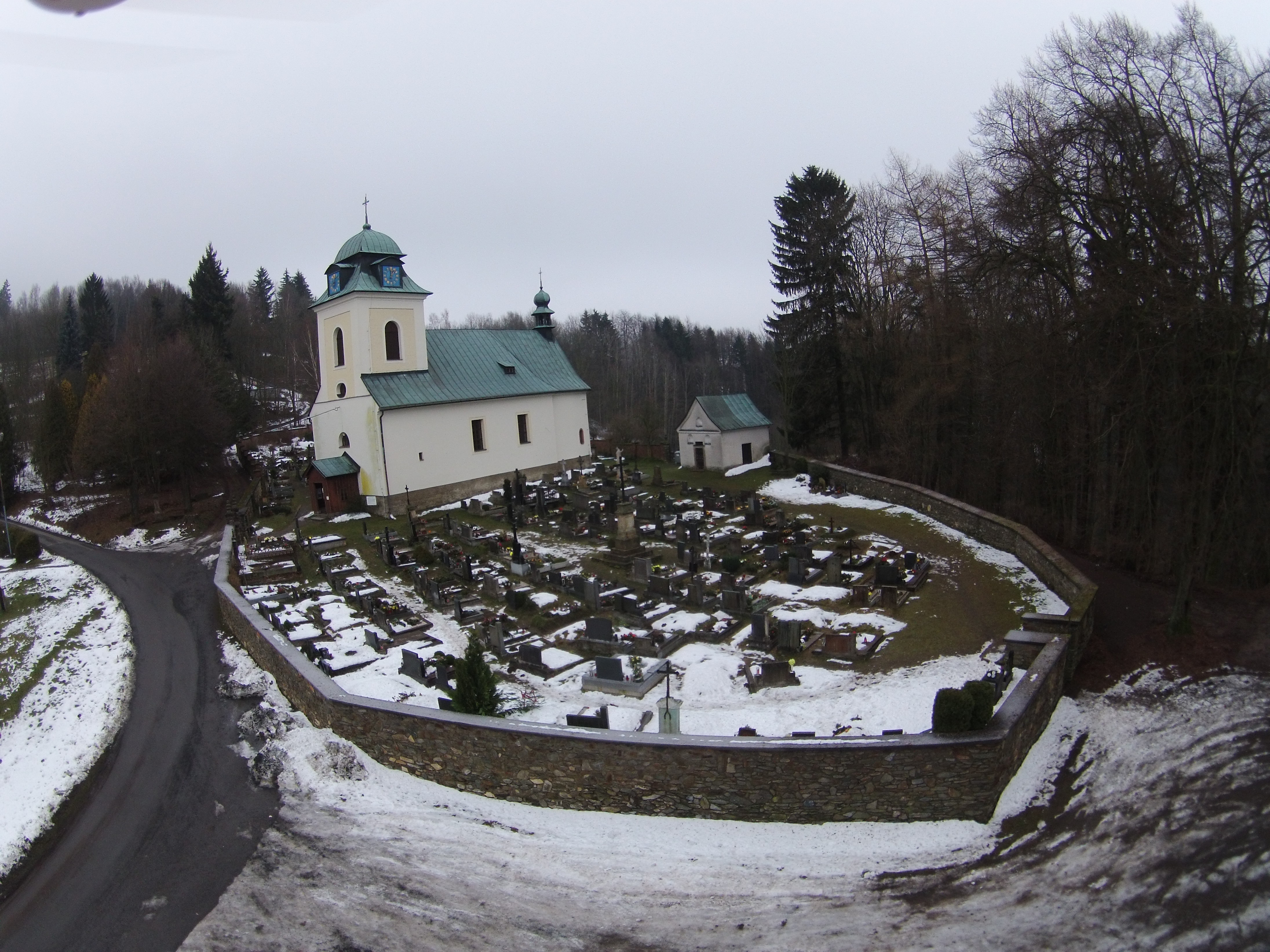
Kostel Nejsvětější Trojice se hřbitovem
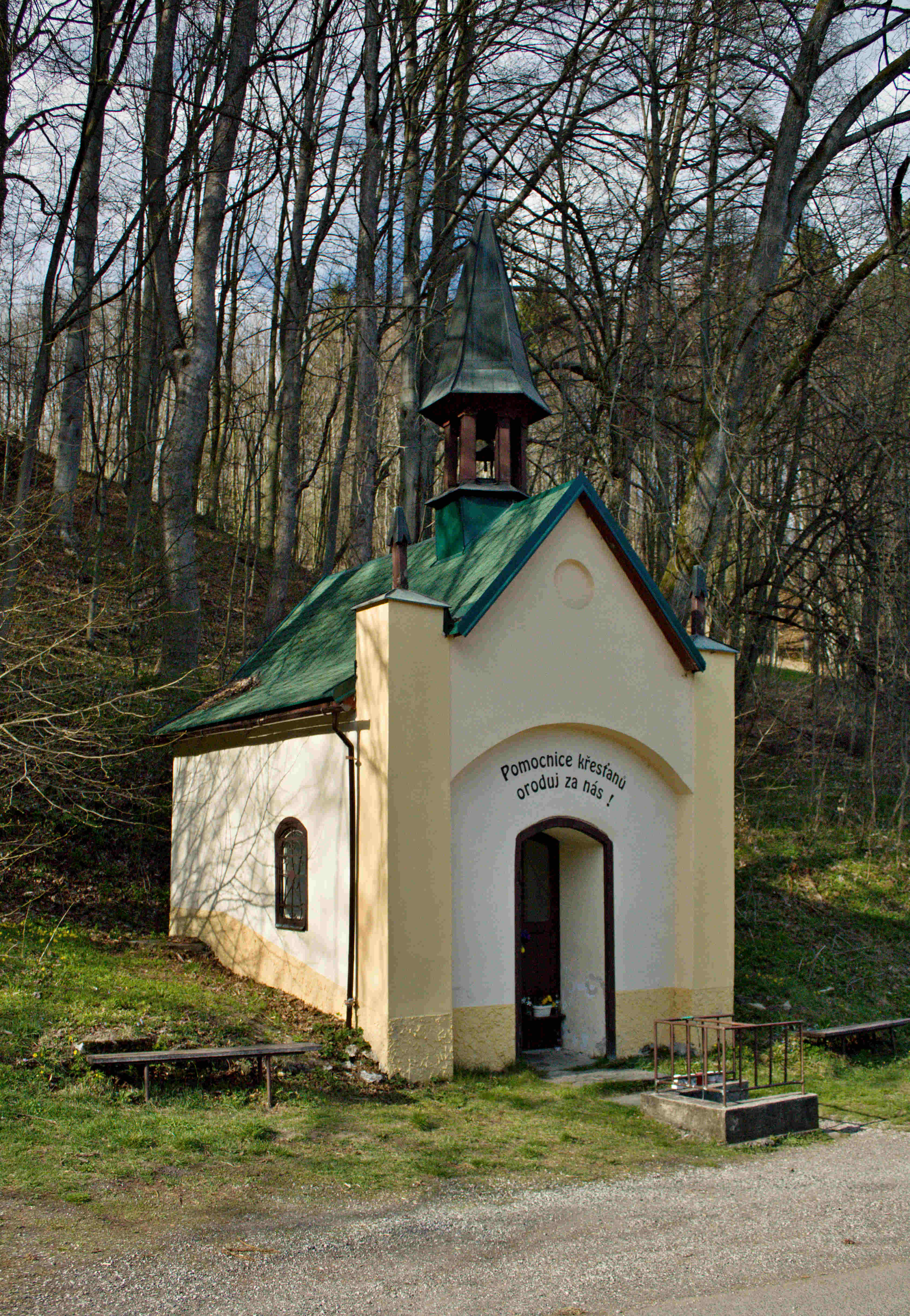
Kaplička Panny Marie Lurdské u silnice z Benecka
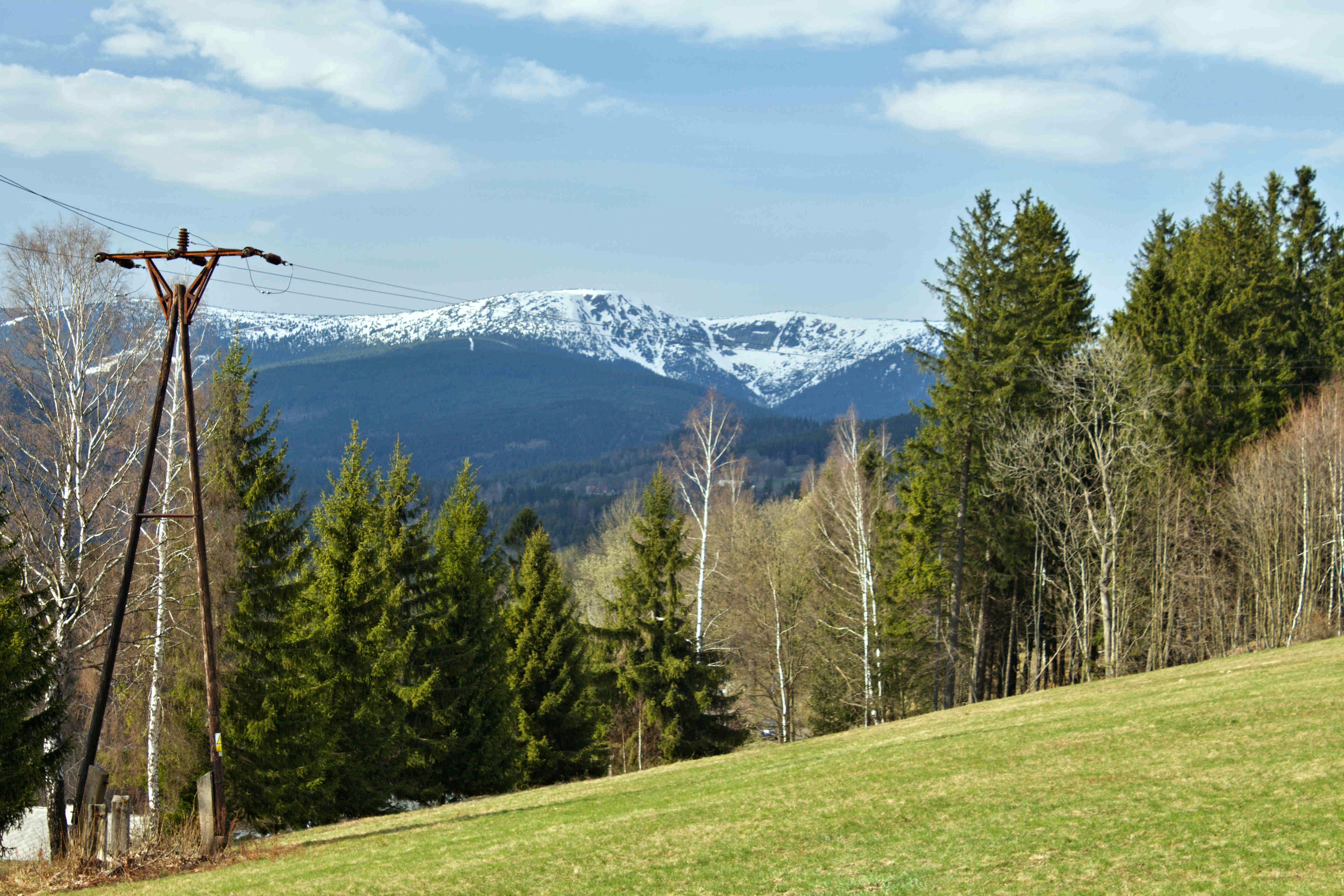
Z výše položených částí obce je dohled na 1435 metrů vysokou horu Kotel.